# Station Carnières
Station Carnières is een spoorwegstation langs spoorlijn 112 (La Louvière - Marchienne-au-Pont) in Carnières een deelgemeente van de gemeente Morlanwelz. Het is nu een stopplaats.
Vroeger heette dit station Carnières-Noord.

## Treindienst
| Serie       | Treinsoort               | Route | Bijzonderheden                                                         |
| ----------- | ------------------------ | --- | ---------------------------------------------------------------------- |
| S 62        | S-trein Charleroi (NMBS) | Luttre – Manage – La Louvière-Centrum – Carnières – Charleroi-Centraal                                                                                   | Rijdt in het weekend tussen La Louvière-Centrum en Charleroi-Centraal. |
| P 7770/8770 | Piekuurtrein (NMBS)      | [ Manage – [ Luttre ] / [ Bergen – Quévy ] / [ 's-Gravenbrakel ] ] / [ La Louvière-Zuid – [ Bergen ] / [ Luttre ] / [ Carnières – Charleroi-Centraal ] ] | Rijdt alleen op werkdagen.                                             |

## Reizigerstellingen
De grafiek en tabel geven het gemiddeld aantal instappende reizigers weer op een week-, zater- en zondag.
| Tabel: aantal instappende reizigers station Carnières | Tabel: aantal instappende reizigers station Carnières | Tabel: aantal instappende reizigers station Carnières | Tabel: aantal instappende reizigers station Carnières |
|                                                       | Weekdag                                               | Zaterdag                                              | Zondag                                                |
| ----------------------------------------------------- | ----------------------------------------------------- | ----------------------------------------------------- | ----------------------------------------------------- |
| 1977                                                  | 325                                                   | 76                                                    | 31                                                    |
| 1978                                                  | 331                                                   | 66                                                    | 29                                                    |
| 1979                                                  | 308                                                   | 77                                                    | 32                                                    |
| 1980                                                  | 285                                                   | 55                                                    | 33                                                    |
| 1981                                                  | -                                                     | -                                                     | -                                                     |
| 1982                                                  |                                                       | -                                                     | -                                                     |
| 1983                                                  | 192                                                   | 36                                                    | 39                                                    |
| 1984                                                  | 336                                                   | 39                                                    | 28                                                    |
| 1985                                                  | 369                                                   | 82                                                    | 56                                                    |
| 1986                                                  | 288                                                   | 63                                                    | 42                                                    |
| 1987                                                  | 340                                                   | 53                                                    | 81                                                    |
| 1988                                                  | 331                                                   | 52                                                    | 62                                                    |
| 1989                                                  | 293                                                   | 41                                                    | 49                                                    |
| 1990                                                  | 217                                                   | 30                                                    | 30                                                    |
| 1991                                                  | 245                                                   | 57                                                    | 63                                                    |
| 1992                                                  | 207                                                   | 24                                                    | 59                                                    |
| 1993                                                  | 204                                                   | 43                                                    | 32                                                    |
| 1994                                                  | 201                                                   | 51                                                    | 33                                                    |
| 1995                                                  | 191                                                   | 40                                                    | 18                                                    |
| 1996                                                  | 195                                                   | 26                                                    | 27                                                    |
| 1997                                                  | 176                                                   | 46                                                    | 26                                                    |
| 1998                                                  | 173                                                   | 27                                                    | 20                                                    |
| 1999                                                  | 156                                                   | 33                                                    | 16                                                    |
| 2000                                                  | 171                                                   | 28                                                    | 22                                                    |
| 2001                                                  | 146                                                   | 20                                                    | 16                                                    |
| 2002                                                  | 134                                                   | 28                                                    | 17                                                    |
| 2003                                                  | 151                                                   | 38                                                    | 26                                                    |
| 2004                                                  | 159                                                   | 24                                                    | 15                                                    |
| 2005                                                  | 165                                                   | 36                                                    | 28                                                    |
| 2006                                                  | 178                                                   | 30                                                    | 18                                                    |
| 2007                                                  | 129                                                   | 28                                                    | 15                                                    |
| 2008                                                  | -                                                     | -                                                     | -                                                     |
| 2009                                                  | 145                                                   | 27                                                    | 28                                                    |
| 2010                                                  | -                                                     | -                                                     | -                                                     |
| 2011                                                  | -                                                     | -                                                     | -                                                     |
| 2012                                                  | 165                                                   | 28                                                    | 30                                                    |
| 2013                                                  | 166                                                   | 33                                                    | 34                                                    |
| 2014                                                  | 168                                                   | 29                                                    | 30                                                    |
| 2015                                                  | 153                                                   | 29                                                    | 19                                                    |
| 2016                                                  | 126                                                   | 22                                                    | 18                                                    |
| 2017                                                  | 141                                                   | 17                                                    | 15                                                    |
| 2018                                                  | 129                                                   | 37                                                    | 12                                                    |
| 2019                                                  | 111                                                   | 38                                                    | 22                                                    |
| 2020                                                  | 99                                                    | 30                                                    | 20                                                    |
| 2021                                                  | -                                                     | -                                                     | -                                                     |
| 2022                                                  | 187                                                   | 34                                                    | 36                                                    |
| 2023                                                  | 159                                                   | 67                                                    | 41                                                    |
| 2024                                                  | 199                                                   | 50                                                    | 45                                                    |

0,0: Marchienne-au-Pont ·
4,6: Goutroux ·
7,2: Fontaine-l'Évêque ·
Forchies ·
11,3: Piéton ·
13,4: Carnières ·
15,3: Morlanwelz ·
16,5: Mariemont ·
18,6: Haine-Saint-Pierre ·
19,1: La Louvière-Zuid ·
19,7: Haine-Saint-Paul ·
20,1: La Louvière-Bouvy ·
20,9: La Louvière-Centrum